# Cantó de Thiéblemont-Farémont
El cantó de Thiéblemont-Farémont és un cantó francès del departament del Marne, situat al districte de Vitry-le-François. Té 33 municipis i el cap és Thiéblemont-Farémont.

## Municipis
- Bignicourt-sur-Saulx
- Blesme
- Brusson
- Le Buisson
- Cheminon
- Cloyes-sur-Marne
- Dompremy
- Écriennes
- Étrepy
- Favresse
- Haussignémont
- Heiltz-le-Hutier
- Isle-sur-Marne
- Larzicourt
- Matignicourt-Goncourt
- Maurupt-le-Montois
- Moncetz-l'Abbaye
- Norrois
- Orconte
- Pargny-sur-Saulx
- Plichancourt
- Ponthion
- Reims-la-Brûlée
- Saint-Eulien
- Saint-Lumier-la-Populeuse
- Saint-Vrain
- Sapignicourt
- Scrupt
- Sermaize-les-Bains
- Thiéblemont-Farémont
- Trois-Fontaines-l'Abbaye
- Vauclerc
- Vouillers

## Història
| Data d'elecció                           | Identitat        | Partit                                 | Qualitat |
| ---------------------------------------- | ---------------- | -------------------------------------- | -------- |
| 1945-1949                                | Victor Gleizes   | PCF                                    |          |
| 1949-1961                                | M. Goblet        | MRP, després divers droite             |          |
| 1961-1973                                | M. Decorps       | app. MPR                               |          |
| 1973-1998                                | Roland Rapinat   | PS, després divers gauche, després RPR |          |
| 1998-2011                                | Christian Zapior | PS                                     |          |
| 2011-                                    | Bruno Botella    | Divers gauche                          |          |
| les dades anteriors no són pas conegudes |                  |                                        |          |
|                                          |                  |                                        |          |

## Demografia
| A partir de 1990: Població sense dobles comptes |